# Listă de filme avangardiste înainte de 1930
Aceasta este o listă de filme avangardiste înainte de 1930:
| 1900                                                 |                                            |                                                          |                                                       |                                                                                         |
| A Nymph of the Waves                                 | Frederick S. Armitage                      | Cathrina Barto                                           | Statele Unite ale Americii                            | [ 1 ]                                                                                   |
| 1901                                                 |                                            |                                                          |                                                       |                                                                                         |
| The Ghost Train                                      | Frederick S. Armitage                      |                                                          | Statele Unite ale Americii                            | [ 2 ] [ 3 ]                                                                             |
| Star Theatre (film)                                  | Frederick S. Armitage                      |                                                          | Statele Unite ale Americii                            | sau "Building Up and Demolishing the Star Theatre."                                     |
| 1903                                                 |                                            |                                                          |                                                       |                                                                                         |
| Le cake-walk infernal                                | Georges Méliès                             |                                                          | Franța                                                | [ 6 ]                                                                                   |
| Down the Hudson                                      | Frederick S. Armitage, A.E. Weed           |                                                          | Statele Unite ale Americii                            | [ 7 ] [ 8 ]                                                                             |
| 1905                                                 |                                            |                                                          |                                                       |                                                                                         |
| Interior NY Subway, 14th Street to 42nd Street       | Billy Bitzer                               |                                                          | Statele Unite ale Americii                            | [ 9 ] [ 10 ]                                                                            |
| 1906                                                 |                                            |                                                          |                                                       |                                                                                         |
| The '?' Motorist                                     | Walter R. Booth                            |                                                          | Regatul Unit al Marii Britanii și al Irlandei de Nord | Scurtmetraj, animație experimentală în stilul lui Georges Méliés. Produs de R. W. Paul. |
| 1907                                                 |                                            |                                                          |                                                       |                                                                                         |
| Les Kiriki - Acrobates Japonaises                    | Segundo de Chomón                          |                                                          | Franța                                                | [ 11 ]                                                                                  |
| 1908                                                 |                                            |                                                          |                                                       |                                                                                         |
| Fantasmagorie                                        | Émile Cohl                                 |                                                          | Franța                                                | [ 12 ]                                                                                  |
| 1910                                                 |                                            |                                                          |                                                       |                                                                                         |
| The Hasher's Delerium                                | Émile Cohl                                 |                                                          | Franța                                                | [ 13 ]                                                                                  |
| 1911                                                 |                                            |                                                          |                                                       |                                                                                         |
| The Automatic Moving Company                         | Romeo Bosetti și/sau Émile Cohl            |                                                          | Franța                                                | [ 14 ] [ 15 ]                                                                           |
| A Chord of Color                                     | Bruno Corra, Arnaldo Ginna                 |                                                          | Regatul Italiei (1861-1946)                           | film pierdut, animație abstractă                                                        |
| Study on the Effects of Four Colors                  | Bruno Corra, Arnaldo Ginna                 |                                                          | Regatul Italiei (1861-1946)                           | film pierdut, animație abstractă                                                        |
| Translation of Mallarmé's poem "Flowers" into Colors | Bruno Corra, Arnaldo Ginna                 |                                                          | Regatul Italiei (1861-1946)                           | film pierdut, animație abstractă                                                        |
| Translation of Mendelssohn's Spring Song             | Bruno Corra, Arnaldo Ginna                 |                                                          | Regatul Italiei (1861-1946)                           | film pierdut, animație abstractă                                                        |
| 1912                                                 |                                            |                                                          |                                                       |                                                                                         |
| The Dance                                            | Bruno Corra, Arnaldo Ginna                 |                                                          | Regatul Italiei (1861-1946)                           | film pierdut, animație abstractă                                                        |
| The Rainbow                                          | Bruno Corra, Arnaldo Ginna                 |                                                          | Regatul Italiei (1861-1946)                           | film pierdut, animație abstractă                                                        |
| 1913                                                 |                                            |                                                          |                                                       |                                                                                         |
| Rythmes colorés (Coloured Rhythm)                    | Leopold Survage                            |                                                          | Franța                                                | [ 24 ] [ 25 ] [ 26 ]                                                                    |
| Suspense                                             | Phillips Smalley, Lois Weber               | Valentine Paul, Lois Weber                               | Statele Unite ale Americii                            |                                                                                         |
| 1914                                                 |                                            |                                                          |                                                       |                                                                                         |
| Drama in the Futurist's Cabinet No. 13               | Vladimir Kasyanov                          | Mikhail Larionov, Natalia Goncharova, David Burliuk      | Rusia                                                 | film pierdut                                                                            |
| 1915                                                 |                                            |                                                          |                                                       |                                                                                         |
| La folie du Docteur Tube                             | Abel Gance                                 | Albert Dieudonné                                         | Franța                                                | [ 29 ] [ 30 ]                                                                           |
| The Hypocrites                                       | Lois Weber                                 | Courtenay Foote, Myrtle Stedman                          | Statele Unite ale Americii                            | [ 31 ]                                                                                  |
| The Picture of Dorian Gray                           | Vsevolod Meyerhold, Mikhail Doronin        | Vavara Yanova, Vsevolod Meyerhold                        | Rusia                                                 | [ 32 ] [ 33 ]                                                                           |
| 1916                                                 |                                            |                                                          |                                                       |                                                                                         |
| Diana the Huntress                                   | Charles W. Allen, Francis Trevelyan Miller | Lionel Braham, Percy Richards                            | Statele Unite ale Americii                            | [ 34 ] [ 35 ]                                                                           |
| Intolerance                                          | D.W. Griffith                              | Lillian Gish, Robert Harron                              | Statele Unite ale Americii                            | [ 36 ]                                                                                  |
| The Strong Man                                       | Vsevolod Meyerhold                         | Mikhail Doronin, Vsevolod Meyerhold                      | Rusia                                                 | [ 37 ] [ 38 ]                                                                           |
| 1917                                                 |                                            |                                                          |                                                       |                                                                                         |
| Thaïs                                                | Anton Giulio Bragaglia                     | Thaïs Galizsky                                           | Regatul Italiei (1861-1946)                           | [ 39 ] [ 40 ]                                                                           |
| Vita futurista                                       | Arnaldo Ginna                              | Filippo Marinetti, Giacomo Balla                         | Regatul Italiei (1861-1946)                           | [ 41 ] [ 42 ]                                                                           |
| 1918                                                 |                                            |                                                          |                                                       |                                                                                         |
| Âmes des fous                                        | Germaine Dulac                             | Sylvio de Pedrelli, Ève Francis                          | Franța                                                | [ 43 ] [ 44 ]                                                                           |
| The Blue Bird                                        | Maurice Tourneur                           | Tula Belle, Robin Macdougall                             | Statele Unite ale Americii                            | [ 45 ]                                                                                  |
| Nye dlya deneg radivshisya (Born Not for the Money)  | Nikandr Turkin                             | Vladimir Mayakovsky, David Burliuk                       | Uniunea Republicilor Sovietice Socialiste             | Lost film                                                                               |
| Il Perfido Incanto                                   | Anton Giulio Bragaglia                     | Renée Avril, Thaïs Galizsky                              | Regatul Italiei (1861-1946)                           | [ 48 ] [ 49 ]                                                                           |
| Prunella                                             | Maurice Tourneur                           | Isabel Berwin, Jules Raucourt                            | Statele Unite ale Americii                            | [ 50 ] [ 51 ]                                                                           |
| The Young Lady and the Hooligan                      | Vladimir Mayakovsky,Yevgeni Slavinsky      | Fyodor Dunayev, Vladimir Mayakovsky, Aleksandra Rebikova | Uniunea Republicilor Sovietice Socialiste             | [ 52 ]                                                                                  |
| 1919                                                 |                                            |                                                          |                                                       |                                                                                         |
| The Fall of Babylon                                  | D.W. Griffith                              | Constance Talmadge, Alfred Paget                         | Statele Unite ale Americii                            | [ 53 ]                                                                                  |
| Rose-France                                          | Marcel L'Herbier                           | Claude-France Aïssé, Jacque Catelain                     | Franța                                                | [ 54 ]                                                                                  |
| 1920                                                 |                                            |                                                          |                                                       |                                                                                         |
| Anywhere Out of the World                            | Dudley Murphy                              | Chase Harringdine                                        | Statele Unite ale Americii                            | [ 55 ]                                                                                  |
| Aphrodite                                            | Dudley Murphy                              | Katharine Hawley                                         | Statele Unite ale Americii                            | [ 56 ] [ 57 ]                                                                           |
| The Cabinet of Dr. Caligari                          | Robert Wiene                               | Conrad Veidt, Lil Dagover                                | Republica de la Weimar                                | [ 58 ]                                                                                  |
| La Fête espagnole                                    | Germaine Dulac                             | Ève Francis, Gaston Modot                                | Franța                                                | Primul film scris de Louis Delluc                                                       |